# Sebt Loudaya
Sebt Loudaya (en àrab سبت لوداية, Sabt Lūdāya; en amazic ⵙⴱⵜ ⵍⵓⴷⴰⵢⴰ) és una comuna rural de la província de Moulay Yaâcoub, a la regió de Fes-Meknès, al Marroc. Segons el cens de 2014 tenia una població total de 12.423 persones.